# Гошен (округ, Вайомінг)
Шаблон:StateAbbr_ 42°05′ пн. ш. 104°22′ зх. д. / 42.09° пн. ш. 104.36° зх. д.
 Гошен  (англ. Goshen County) — округ (графство) у штаті Вайомінг. Ідентифікатор округу 56015.

## Історія
Округ утворений 1911 року.

## Демографія
За даними перепису
2000 року
загальне населення округу становило 12538 осіб, зокрема міського населення було 6842, а сільського — 5696.
Серед них чоловіків — 6234, а жінок — 6304. В окрузі було 5061 домогосподарство, 3426 родин, які мешкали в 5881 будинках.
Середній розмір родини становив 2,9.
Віковий розподіл населення поданий у таблиці:
| Стать    | До 15 років | 15-21 | 22-29 | 30-39 | 40-49 | 50-65 | 65-85 | Понад 85 |
| -------- | ----------- | ----- | ----- | ----- | ----- | ----- | ----- | -------- |
| Чоловіки | 1301        | 708   | 503   | 716   | 974   | 1096  | 833   | 103      |
| Жінки    | 1153        | 677   | 475   | 736   | 929   | 1098  | 1033  | 203      |

## Суміжні округи
- Найобрара — північ
- Сіу, Небраска — схід
- Скоттс-Блафф, Небраска — схід
- Беннер, Небраска — південний схід
- Ларамі — південь
- Платт — захід

## Виноски
1. ↑  US Decennial Census. US Census Bureau. Архів оригіналу за 26 квітня 2015. Процитовано 5 серпня 2015.
2. ↑  Historical Decennial Census Population for Wyoming Counties, Cities, and Towns. Wyoming Department of Administration & Information, Division of Economic Analysis. Архів оригіналу за 7 жовтня 2006. Процитовано 25 січня 2014.
3. ↑  State & County QuickFacts. US Census Bureau. Архів оригіналу за 6 червня 2011. Процитовано 25 січня 2014.(англ.) Наведено за англійською вікіпедією.
4. ↑  American FactFinder. Бюро перепису населення США. Архів оригіналу за 26 лютого 2012. Процитовано 31 січня 2008.

| США | Це незавершена стаття з географії США. Ви можете допомогти проєкту, виправивши або дописавши її. |